# Dinotrema hodisense
Dinotrema hodisense är en stekelart som först beskrevs av Fischer 1976.  Dinotrema hodisense ingår i släktet Dinotrema och familjen bracksteklar. Inga underarter finns listade i Catalogue of Life.